# Randy Krummenacher
Randy Krummenacher (Zürich, 1990. február 24. –) svájci motorversenyző.

## Pályafutása

### 125cm³ világbajnokság
Randy Krummenacher 1990-ben született Zürihben, Svájcban. 2006-ban lehetőséget kapott a MotoGP-világbajnokság 125 cm³ mezőnyében Julián Simón helyetteseként a brit és a német nagydíjon, valamint szabadkártyával rajthoz állt Portugáliában és Valenciában is.
2007-re teljes éves szerződést kapott a Red Bull KTM csapatától, ahol Stevie Bonsey és Kojama Tomojosi csapattársaként. Barcelonában a 3. helyen ért célba, amivel első dobogóját szerezte a bajnokságban. Összetettben a 13. lett 69 ponttal. 2008-ra maradt az alakulatnál. Legjobb eredménye egy Franciaországban szerzett 10. pozíció volt. Kénytelen volt kihagyni a spanyol és portugál fordulót egy hegyikerékpáros balesete miatt, valamint az Indianapolisi és a japán versenyt sérülés miatt.
2009-ben az Aprilia RSA 125-ösöket használó Degraaf Grand Prix alakulatához igazolt át. A valenciai évadzárón érte el legjobb eredményét, egy 9. hely formájában.
2010-re a Stipa-Molenaar Racing GP csapatához ment át, Quentin Jacquet mellé. Háromszor intették le hatodikként és 9. lett a ponttabellán 113 egységgel.

### Moto2
2011-ben a 250 köbcentis széria utódjához, a Moto2-be szerződött a GP Team Switzerland Kiefer Racing alkalmazásába. Németországban kicsivel maradt le a pódiumról és 4. lett. Az év végén 52 ponttal a 18. helyen rangsorolták. 2012-ben is a Kiefer színeiben versenyzett. Sorozatban négy hétvégét kellett kihagynia a San Marinó-i nagydíj kvalifikációján elszenvedett bal lábfejtörése miatt.
2013-ban a Technomag carXpert csapatához került, amely egy Suter MMX2-vel indította honfitársa, Dominique Aegerter mellett. Ismételten nem tudott teljes évet menni, mivel a brit nagydíj egyik szabadedzésén agyrázkódást diagnosztizáltak nála.
2014-ben az IodaRacing Project csapatához kötelezte el magát, továbbra is egy Suter konstrukcióval. A végelszámolásnál 24. lett 24 ponttal, amivel a legrosszabb helyezését produkálta az összes évét figyelembe véve. 2015-ben a JIR Racing egy Kalex-et adott át neki, amivel a 21. helyet hozta el összettben.

### Supersport- és Superbike világbajnokság

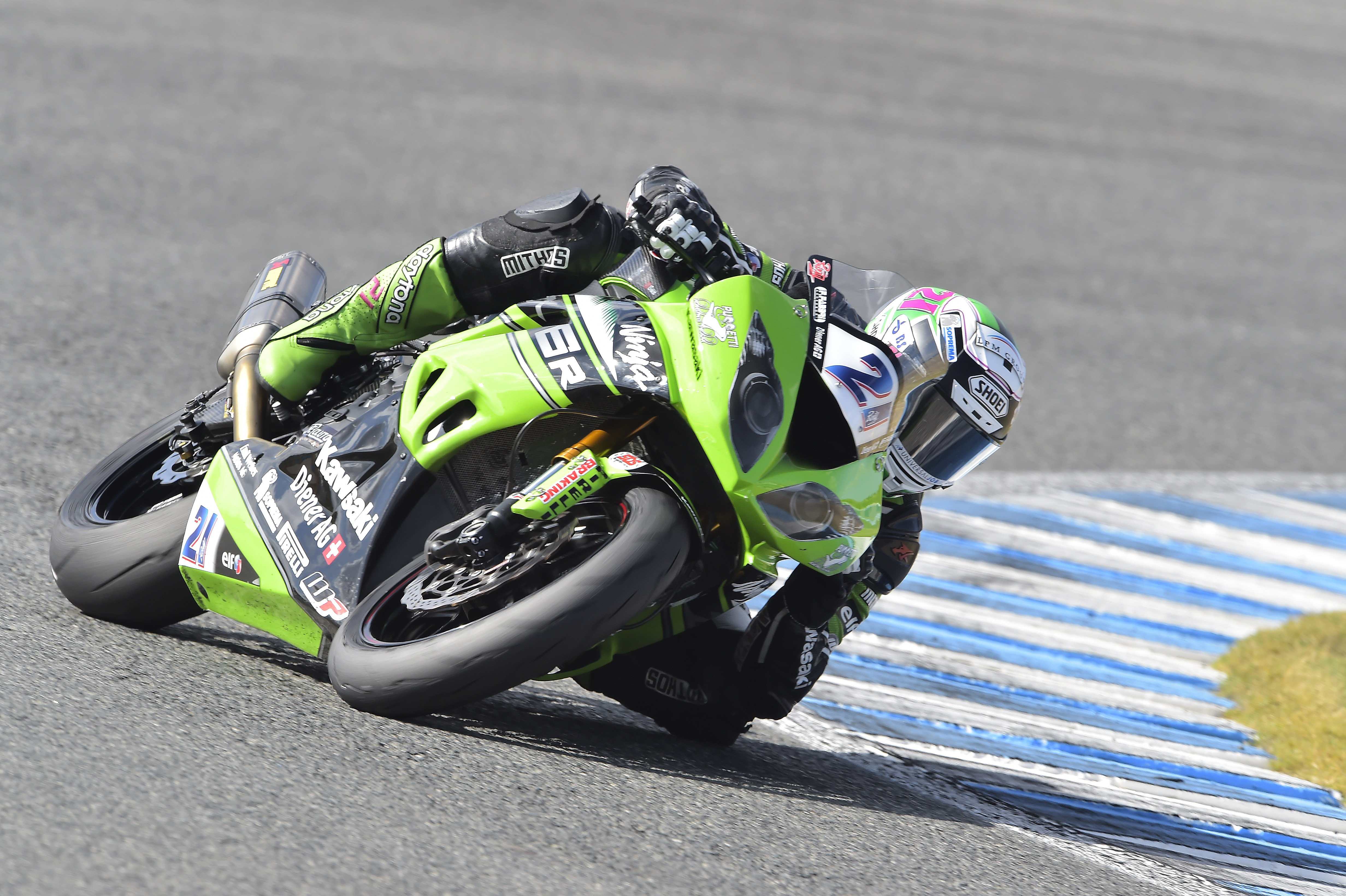
Krummenacher 2021-ben.

2016-ban a Supersport-világbajnoksába igazolt, amely a Superbike utánpótlásának számít. A Kawasaki Puccetti Racing alkalmazta egy Kawasaki ZX-6R-rel, ahol Kenan Sofuoğlu volt a csapattársa. A szezonnyitó, ausztráliai Phillip Island pályán megszerezte első futamgyőzelmét egy világversenyen. Az első négy fordulóban vezette a bajnoki összetettet, de végül "bronzérmes" lett 140 ponttal.
2016 szeptemberében bejelentették, hogy 2017-re felkerül a Superbike-világbajnokság mezőnyébe egy Kawasaki ZX-10R-rel. A véghajrában, a német Lausitzringen bukott és csuklótörést szenvedett, amelyből kifolyólag nem indult Algarvéban, Magny-Coursban, Jerezben és Losailban sem. Az említett hétvégeken Anthony West helyettesítette.
2018-ban visszatért a Supersport-ba, a Bardahl Evan Bros csapata által indított Yamaha YZF-R6-oson. A nyitányon rögtön 2. lett Ausztráliában, majd Thaiföldön győzni tudott 2016 óta először. A pilóták közt 4. lett 159 gyűjtött ponttal. 2019-ben is maradt, csapattársának Federico Caricasulót szerződtették. Miután négy győzelmet és további négy második helyezést szerzett, ő az első svájci versenyző, aki világbajnoki címet nyert sorozatgyártású motorokkal. 2020-ban a MV Agusta Reparto Corse csapatával indulva az első fordulóban kizárták, majd július 10-én bejelentette szerződésének azonnali felbontását, mivel "a csapat súlyosan sértette azt több ponton" is – idézte a sajtóközleménye.
2021-ben a már ténylegesen bevezetett új lebonyolítási formátumú szezonban az EAB Racing Yamahájával volt ott a rajtrácson. A katalán fordulóban azonban átment a CM Racinghez a sérült Luca Bernardi helyére. Szezon közepén, új csapatával Barcelonában diadalmaskodni tudott. Az végén 10. lett 156 ponttal.
2022-ben az olasz nemzeti CIV Superbike-szériába szerződött a Keope Motor csapat Yamaha YZF-R1-jével. A misanói nyitót kihagyta pozitív koronavírus-tesztje miatt.

### MotoE
2022. november 16-án ismertették, hogy 2023-ban a már világbajnoki státuszt kapó elektromos MotoE-ben indul a német Dynavolt Intact GP-vel, amellyel Dominique Aegerter bajnok tudott lenni egy évvel korábban.

## Eredményei

### Teljes MotoGP-eredménylistája
(Táblázat értelmezése)

(Félkövér: pole-pozícióból indult; dőlt: leggyorsabb kört futott) 

| Év   | Géposztály | Motor   | 1      | 2       | 3       | 4      | 5      | 6      | 7      | 8      | 9      | 10     | 11     | 12      | 13      | 14      | 15     | 16     | 17     | 18     | Helyezés | Pont |
| ---- | ---------- | ------- | ------ | ------- | ------- | ------ | ------ | ------ | ------ | ------ | ------ | ------ | ------ | ------- | ------- | ------- | ------ | ------ | ------ | ------ | -------- | ---- |
| 2006 | 125 cm³    | KTM     | SPA    | QAT     | TUR     | CHN    | FRA    | ITA    | CAT    | NED    | GBR 20 | GER 16 | CZE    | MAL     | AUS     | JPN     | POR 16 | VAL Ki |        |        | HN       | 0    |
| 2007 | 125 cm³    | KTM     | QAT 19 | SPA 17  | TUR 15  | CHN 27 | FRA 13 | ITA 13 | CAT 3  | GBR 13 | NED 12 | GER 5  | CZE 9  | SMR 6   | POR 10  | JPN 19  | AUS 12 | MAL 17 | VAL 15 |        | 13.      | 69   |
| 2008 | 125 cm³    | KTM     | QAT 22 | SPA Sér | POR Sér | CHN Ki | FRA 10 | ITA 17 | CAT 15 | GBR 13 | NED 19 | GER Ki | CZE 23 | SMR 26  | IND Sér | JPN Sér | AUS 21 | MAL 19 | VAL 17 |        | 25.      | 10   |
| 2009 | 125 cm³    | Aprilia | QAT 22 | JPN 18  | SPA 17  | FRA 15 | ITA 13 | CAT 10 | NED Ki | GER 11 | GBR 18 | CZE 17 | IND Ki | SMR 17  | POR 10  | AUS 15  | MAL 13 | VAL 9  |        |        | 23.      | 15   |
| 2010 | 125 cm³    | Aprilia | QAT 6  | SPA 8   | FRA 14  | ITA 6  | GBR 7  | NED 6  | CAT 7  | GER 11 | CZE 17 | IND 7  | SMR 9  | ARA Kiz | JPN 11  | MAL 10  | AUS 9  | POR 7  | VAL 9  |        | 9.       | 113  |
| 2011 | Moto2      | Kalex   | QAT 27 | SPA 27  | POR 7   | FRA 12 | CAT 5  | GBR 11 | NED 9  | ITA 13 | GER 4  | CZE Ki | IND 21 | RSM 19  | ARA 21  | JPN 24  | AUS 21 | MAL 21 | VAL 16 |        | 18.      | 52   |
| 2012 | Moto2      | Kalex   | QAT 11 | SPA 22  | POR 19  | FRA Ki | CAT 8  | GBR 14 | NED 11 | GER 24 | ITA 12 | IND 17 | CZE 21 | RSM Ni  | ARA     | JPN     | MAL    | AUS 8  | VAL 19 |        | 18.      | 32   |
| 2013 | Moto2      | Suter   | QAT 19 | AME Ki  | SPA 17  | FRA 10 | ITA 15 | CAT 6  | NED 11 | GER 17 | IND 19 | CZE 16 | GBR 19 | RSM 16  | ARA     | MAL     | AUS    | JPN    | VAL 21 |        | 17.      | 22   |
| 2014 | Moto2      | Suter   | QAT 13 | AME 13  | ARG 27  | SPA 15 | FRA 13 | ITA 26 | CAT 25 | NED Ki | GER 7  | IND Ki | CZE 24 | GBR 13  | RSM 14  | ARA 27  | JPN 21 | AUS 19 | MAL 26 | VAL 22 | 24.      | 24   |
| 2015 | Moto2      | Kalex   | QAT 17 | AME 21  | ARG 21  | SPA 14 | FRA 12 | ITA 14 | CAT 18 | NED 14 | GER 13 | IND Ki | CZE 20 | GBR 12  | RSM 14  | ARA 17  | JPN 10 | AUS 10 | MAL 17 | VAL 21 | 21.      | 31   |
| 2023 | MotoE      | Ducati  | FRA1 . | FRA2    | ITA1    | ITA2   | SPA1   | SPA2   | NED1   | NED2   | GBR1   | GBR2   | AUT1   | AUT2    | SPA1    | SPA2    | RSM1   | RSM2   |        |        | —        | 0    |

* A szezon jelenleg is zajlik.

### Teljes Supersport-világbajnokság eredménylistája
| Év   | Motor     | 1       | 2     | 3      | 4     | 5      | 6      | 7     | 8     | 9      | 10     | 11     | 12     | 13     | 14     | 15    | 16    | 17    | 18     | 19    | 20    | 21  | 22  | 23    | 24    | Helyezés | Pont |
| ---- | --------- | ------- | ----- | ------ | ----- | ------ | ------ | ----- | ----- | ------ | ------ | ------ | ------ | ------ | ------ | ----- | ----- | ----- | ------ | ----- | ----- | --- | --- | ----- | ----- | -------- | ---- |
| 2016 | Kawasaki  | AUS 1   | THA 4 | SPA 2  | NED 4 | ITA Ki | MAL 8  | GBR 3 | ITA 4 | GER 6  | FRA 5  | SPA Ki | QAT 5  |        |        |       |       |       |        |       |       |     |     |       |       | 3.       | 140  |
| 2018 | Yamaha    | AUS 2   | THA 1 | SPA 11 | NED 2 | ITA 5  | GBR 4  | CZE 5 | ITA 5 | POR 5  | FRA 5  | ARG 6  | QAT 5  |        |        |       |       |       |        |       |       |     |     |       |       | 4.       | 159  |
| 2019 | Yamaha    | AUS 1   | THA 2 | SPA 1  | NED 2 | ITA 1  | SPA 2  | ITA 1 | GBR 4 | POR 2  | FRA Ki | ARG 7  | QAT 5  |        |        |       |       |       |        |       |       |     |     |       |       | 1.       | 213  |
| 2020 | MV Agusta | AUS Kiz | SPA   | SPA    | POR   | POR    | SPA    | SPA   | SPA   | SPA    | SPA    | SPA    | FRA    | FRA    | POR    | POR   |       |       |        |       |       |     |     |       |       | HN       | 0    |
| 2021 | Yamaha    | SPA 11  | SPA 9 | POR 9  | POR 9 | ITA 7  | ITA Ki | NED 5 | NED 3 | CZE 11 | CZE Ki | SPA 6  | SPA Hn | FRA 11 | FRA 14 | SPA 1 | SPA 4 | SPA T | SPA Ki | POR 7 | POR 7 | ARG | ARG | INA 8 | INA 8 | 10.      | 156  |

### Teljes Superbike-világbajnokság eredménylistája
(Táblázat értelmezése)

(Félkövér: pole-pozícióból indult; dőlt: leggyorsabb kört futott) 

| Év   | Motor    | 1      | 1      | 2      | 2      | 3      | 3      | 4      | 4      | 5      | 5      | 6      | 6      | 7     | 7     | 8      | 8      | 9      | 9      | 10  | 10  | 11  | 11  | 12  | 12  | 13  | 13  | Helyezés | Pont |
| Év   | Motor    | R1     | R2     | R1     | R2     | R1     | R2     | R1     | R2     | R1     | R2     | R1     | R2     | R1    | R2    | R1     | R2     | R1     | R2     | R1  | R2  | R1  | R2  | R1  | R2  | R1  | R2  | Helyezés | Pont |
| ---- | -------- | ------ | ------ | ------ | ------ | ------ | ------ | ------ | ------ | ------ | ------ | ------ | ------ | ----- | ----- | ------ | ------ | ------ | ------ | --- | --- | --- | --- | --- | --- | --- | --- | -------- | ---- |
| 2017 | Kawasaki | AUS 10 | AUS 16 | THA 12 | THA Ki | SPA 14 | SPA 14 | NED 11 | NED 14 | ITA 13 | ITA 15 | GBR 14 | GBR Ki | ITA 7 | ITA 8 | USA 17 | USA 14 | GER 12 | GER Ki | POR | POR | FRA | FRA | SPA | SPA | QAT | QAT | 16.      | 50   |